# 京葉久保田駅
京葉久保田駅（けいようくぼたえき）は、千葉県袖ケ浦市北袖122にある京葉臨海鉄道臨海本線の貨物駅である。

## 歴史
- 1973年（昭和48年）3月28日：開業[1]。
- 1990年（平成2年）3月10日：コンテナ貨物の取扱を開始[2]。
- 2003年（平成15年）4月：海上コンテナ荷役用トップリフターを配備。

## 駅構造

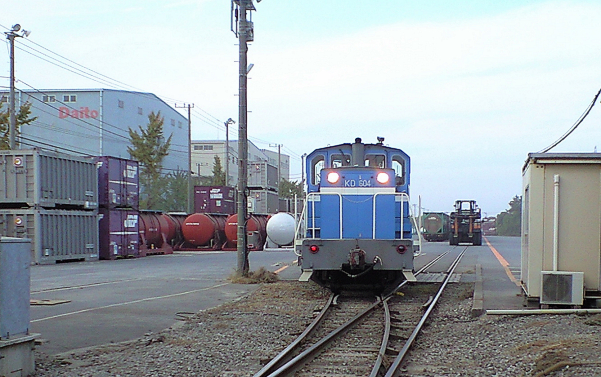
駅構内（2008年11月、敷地外より）

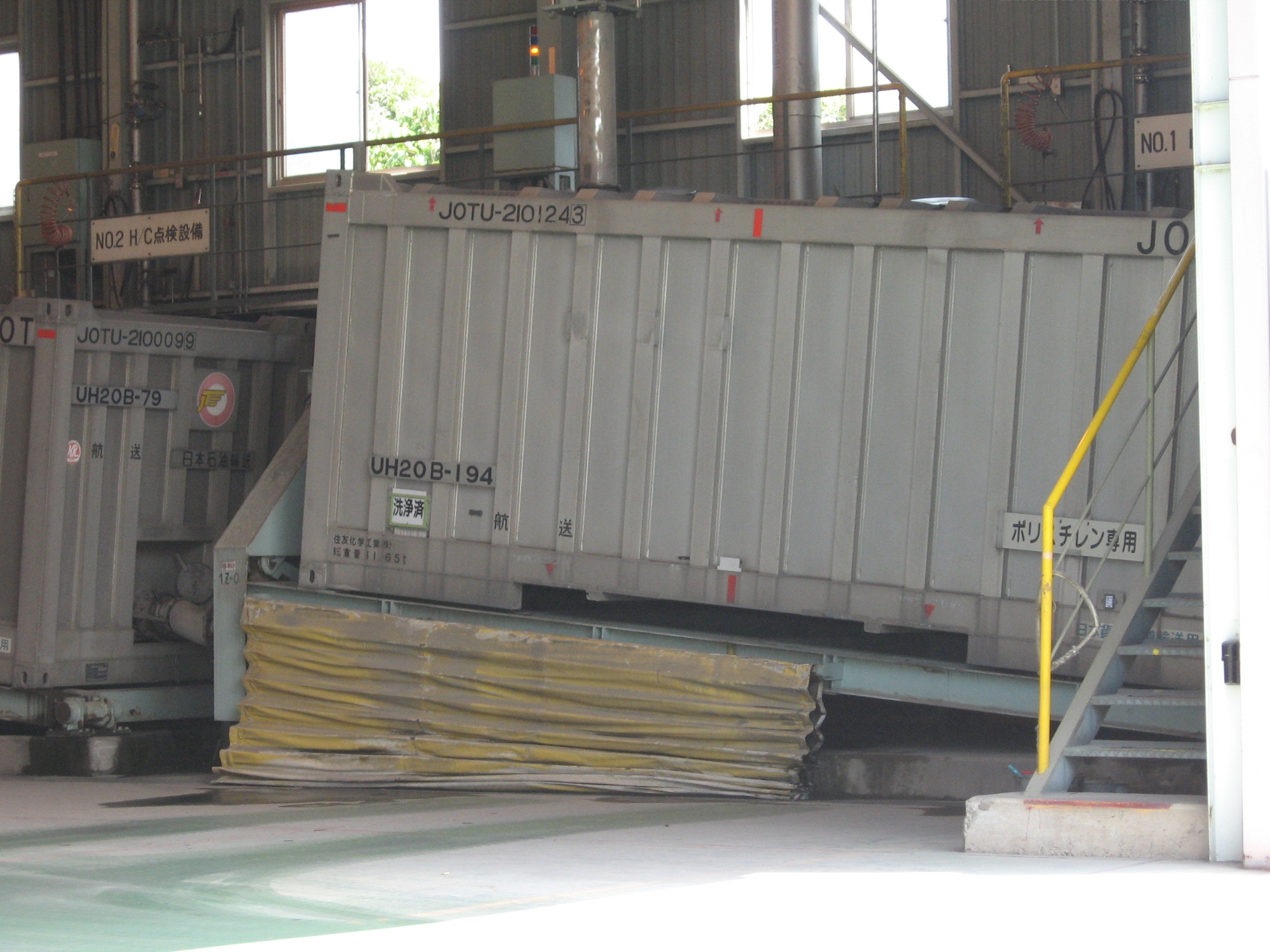
駅構内奥地に設置されている、ホッパコンテナの内部洗浄設備。
（2008年7月、敷地外より）

地上駅で、コンテナホーム2面、コンテナ荷役線3線を持つ。
2000年ごろまでは、付近に工場がある日本燐酸が保有する小さな荷役線が駅構内にあり、リン酸などの化学薬品の発送があった。

## 取扱う貨物の種類
- コンテナ貨物
  - 12 ftコンテナ、20 ft・30 ft大型コンテナ、20 ftISO規格海上コンテナを取扱う。なお、千葉県唯一のISO規格コンテナ取扱駅となっている。
- 車扱貨物
- 産業廃棄物・特別管理産業廃棄物の取扱許可を得ている。

## 駅周辺
- 住友化学千葉工場袖ケ浦II地区
- 日産化学袖ケ浦工場
- 東邦化学工業千葉工場
- 片倉コープアグリ千葉工場
- 日本燐酸千葉工場
- エコシステム千葉

## 隣の駅
京葉臨海鉄道
■臨海本線（支線）
椎津駅 - （北袖分岐点） - 京葉久保田駅